# ابيضاض الدم تائي الخلايا
يصف ابيضاض دم الخلايا التائية أو ابيضاض الدم التائي الخلايا (بالإنجليزية: T-cell leukemia)‏ عدة أنواع مختلفة من سرطان الدم اللمفاوي الذي يؤثر على خلايا T.
أنواعه تشمل:
- ابيضاض دم الخلية اللمفية الحبيبية الضخمة (ابيضاض اللمفاويات المحببة الكبيرة)
- لمفوما/ابيضاض الدم تائي الخلايا في البالغين
- ابيضاض الدم بسليفة الخلية اللمفية التائية

من الناحية العملية، قد يكون من الصعب التمييز بين سرطان الدم لخلايا T وبين سرطان الدم اللمفاوي لخلايا T، وغالبًا ما يتم تجميعهما معًا.